# Statue équestre de Jeanne d'Arc (basilique du Sacré-Cœur de Montmartre)
Pour les articles homonymes, voir Statue de Jeanne d'Arc.
La statue équestre de Jeanne d'Arc est une œuvre du sculpteur français Hippolyte Lefèbvre située à Paris, France. Il s'agit d'une statue de Jeanne d'Arc installée en 1927.

## Localisation

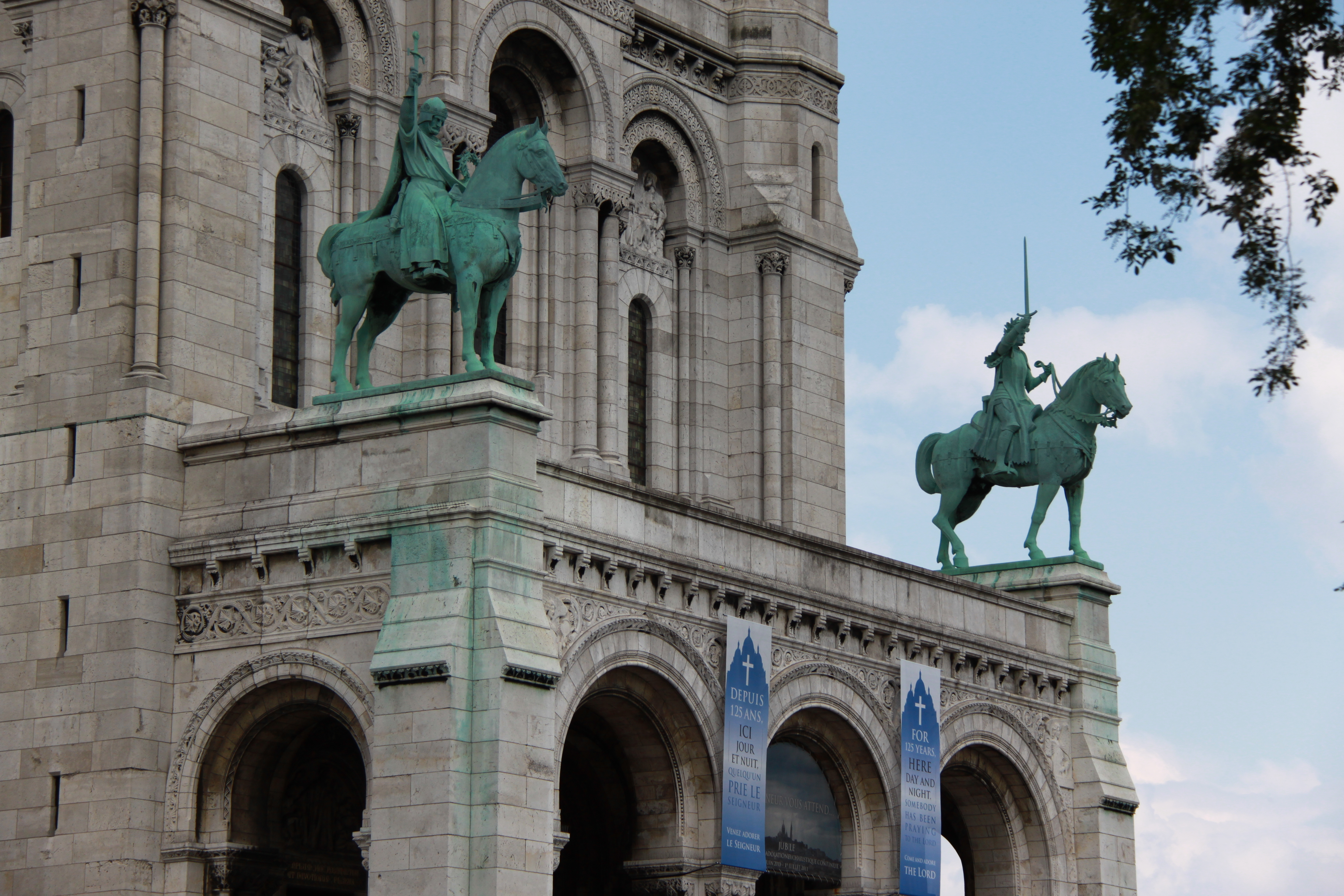
Statues de Jeanne d'Arc (à droite) et de Saint Louis (à gauche).

La statue est située sur le contrefort du porche côté est de la basilique du Sacré-Cœur de Montmartre, dans le 18e arrondissement de Paris. En regard, sur le contrefort côté ouest, se trouve une statue équestre de Louis IX, dit Saint Louis.

## Histoire
Le comité de construction de la basilique du Sacré-Cœur confie la réalisation de cette statue de Jeanne d'Arc à Hippolyte Lefèbvre. Le sculpteur propose une esquisse représentant Jeanne en habits de paysanne, à cheval, se battant l'épée à la main. Celle-ci est acceptée par le cardinal Amette, mais le comité souhaite que Jeanne soit représentée cuirassée. L'artiste cède à la demande du comité mais refuse d'exposer la statue au Salon.
La statue est fondue par Henri Rouard et installée en 1927, remplaçant une statue de saint Martin.

## Description
Le monument est une statue équestre en bronze représentant Jeanne d'Arc cuirassée, brandissant dans la main droite une épée.
Elle mesure 4,70 mètres du socle à la tête pour un poids de 4 200 kg.

## Légende
Deux emplacements similaires à ceux des statues de Jeanne d'Arc et de Saint Louis existent au-dessus du parvis nord de la cathédrale Saint-Front à Périgueux (qui avait le même architecte initial, Paul Abadie) ; ils semblaient destinés à accueillir les statues équestres de Jeanne d'Arc et de Saint Louis, mais selon la « légende », les Périgourdins ne le souhaitèrent pas, et elles furent installées à la basilique du Sacré-Cœur à la place.